# 斯德哥爾摩地鐵紅線
红线（瑞典語：Röda linjen）是斯德哥爾摩地鐵的一條路線，目前開行兩種區間車，一種是從諾斯堡站到羅普斯田站的T13，一種是从福然根站到墨比中心站的T14，兩者在市中心共駛同條軌道。

## 車站

### T13線
- 羅普斯騰站（英语：Ropsten metro station）
- 耶爾德特站（瑞典语：Gärdet (tunnelbanestation)）
- 卡爾拉廣場站（瑞典语：Karlaplan metro station）
- 東島廣場站（瑞典语：Östermalmstorg (tunnelbanestation)）
- 地鐵中央站（T-Centralen）
- 老城站（Gamla stan）
- 斯魯森站（Slussen）
- 馬利亞廣場站（瑞典语：Mariatorget (tunnelbanestation)）
- 津肯斯達姆站（瑞典语：Zinkensdamm (tunnelbanestation)）
- 霍恩什圖站（瑞典语：Hornstull (tunnelbanestation)）
- 百合屿站（瑞典语：Liljeholmen (tunnelbanestation)）
- 阿斯普登站（瑞典语：Aspudden (tunnelbanestation)）
- 恩什贝里站（瑞典语：Örnsberg (tunnelbanestation)）
- 阿克薩山站（瑞典语：Axelsberg (tunnelbanestation)）
- 馬拉霍登站（瑞典语：Mälarhöjden (tunnelbanestation)）
- 布列但站（瑞典语：Bredäng (tunnelbanestation)）
- 賽特拉站（瑞典语：Sätra (tunnelbanestation)）
- 謝霍蒙站（瑞典语：Skärholmen (tunnelbanestation)）
- 沃爾山站（瑞典语：Vårberg (tunnelbanestation)）
- 沃爾農莊站（瑞典语：Vårby gård (tunnelbanestation)）
- 馬斯莫站（瑞典语：Masmo (tunnelbanestation)）
- 菲夏站（瑞典语：Fittja (tunnelbanestation)）
- 艾爾比站（瑞典语：Alby (tunnelbanestation)）
- 哈龍達站（瑞典语：Hallunda (tunnelbanestation)）
- 諾斯堡站（英语：Norsborg metro station）

### T14線
- 墨比中心站（英语：Mörby centrum metro station）
- 丹德呂德醫院站（瑞典语：Danderyds sjukhus (tunnelbanestation)）
- 貝里斯漢姆拉站（瑞典语：Bergshamra (tunnelbanestation)）
- 斯德哥尔摩大學站（瑞典语：Universitetet (tunnelbanestation)）
- 皇家工學院站（瑞典语：Tekniska högskolan (tunnelbanestation)）
- 體育場站（瑞典语：Stadion metro station）
- 東島廣場站（Östermalmstorg）
- 地鐵中央站（T-Centralen）
- 老城站（Gamla stan）
- 斯魯森站（Slussen）
- 馬利亞廣場站（Mariatorget）
- 津肯斯達姆站（Zinkensdamm）
- 霍恩斯圖站（Hornstull）
- 百合屿站（Liljeholmen）
- 仲夏花環站（瑞典语：Midsommarkransen (tunnelbanestation)）
- 電話廣場站（瑞典语：Telefonplan (tunnelbanestation)）
- 海格斯騰索森站（瑞典语：Hägerstensåsen (tunnelbanestation)）
- 韋斯特托普站（瑞典语：Västertorp (tunnelbanestation)）
- 福然根站（英语：Fruängen metro station）

## 链接
- Stockholm Transport[] - 官方网页
- Stockholm - UrbanRail.net上的介绍
- The Stockholm Subway （页面存档备份，存于）斯德哥尔摩地铁照片系列
- Stockholm捷運車站紅線Norsborg至Skärholmen